# Arc de Berà
Pour les articles homonymes, voir Bera (homonymie).
L'arc de Berà (en catalan, Arc de Berà qui tient son nom du comte de Berà) est un arc de triomphe situé à Roda de Berà, à environ 20 km au nord-est de Tarragone, en Espagne. L'arc est situé sur le tracé de ce qui est la Via Augusta à l'époque romaine, actuellement sur la route N-340.
Il est construit dans la première décade du Ier siècle en l'honneur de l'empereur Auguste, puis rénové après une disposition testamentaire de Lucius Licinius Sura à la fin du Ier siècle. Au cours de l'histoire moderne, il fait l'objet de diverses réhabilitations et modifications. L'arc de Berà est au XXIe siècle av. J.-C. l'un des éléments de l'« ensemble archéologique de Tarragone », déclaré au Patrimoine mondial par l'UNESCO en 2000, sous l'identification 875-014.
D'une seule ouverture, il est construit en pierre de taille locale, avec huit pilastres cannelés, surmontés de chapiteaux corinthiens, qui supportent un entablement avec une inscription faisant allusion à sa construction.
On suppose qu'il est dédié à Auguste ou à ses vertus, et qu'il sert à marquer les limites territoriales qui dépendent de Tarraco, la capitale provinciale de la province romaine de Tarraconaise.

## Localisation

Localisation de l'arc de Berà (Roda de Berà).

L'arc se situe sur l'ancienne Via Augusta, voie de communication reliant Rome à la Gadès antique, au lieu cette voie traverse la propriété du promoteur,. le littoral se situe à 750 m du littoral et à une altitude de 13,5 m. L'arc se situe à 12 km de la tour des Scipions et d'un arc votif dédié à Iuppiter Dominus du IIe et IIIe siècles construit par Licinius Calidromus, peut-être un affranchi des Licinii.
Une autre hypothèse suggère qu'il aurait été construit sur la demeure Palfurniana, ayant appartenu au sénateur Marcus Palfurnius Sura, lié au promoteur. Les Sura de Celsa auraient pris possession de la propriété soit au moment de leur installation dans la capitale provinciale à la fin du Ier siècle av. J.-C. ou à la mort de Palfurnius sous le règne de Nerva.
Sa localisation à la frontière de l'ager tarraconensis à 25 km au nord-est de Tarraco est remise en cause dans les années 1990.
À l'époque moderne, Jeroni Pujades localise l'arc sur le Cami Real, près d'une auberge à deux lieues de Tarragone.
Au XXIe siècle, il s'agit de la route N-340.

## Histoire

### Antiquité
La construction du monument commence dans le dernier quart du Ier siècle av. J.-C. et la restauration provient du testament de Lucius Licinius Sura nommé trois fois consul sous Trajan et général romain, ainsi qu'un ami personnel de ce même empereur ,,. Ce sénateur romain du Ier siècle av. J.-C. semble avoir une relation particulière avec la capitale de la province de Tarraconaise. La chronologie établie par Xavier Dupré i Raventós contredit cette association et suggère qu'il s'agirait d'un ancêtre du sénateur, peut être du grand-père ou de l'arrière grand-père,.
Ronald Syme et Patrick Le Roux pensent que les origines familiales du sénateur Sura se situent dans la colonie Celsa, où deux magistrats du nom de Lucius Sura sont attestés. Le nom du premier apparaît sur une monnaie datant de 39 av. J.-C. où sur l'avers apparaît la phrase « PR•IIvir•L•Nep•L•Sura », il serait preaefectus d'un duumvir. Le nom second apparaît également sur le revers d'une pièce de monnaie datant de 15 av. J.-C. ou de 12 av. J.-C. avec la mention « C•V•I•Cel•IIvirL•Sura-l•Bucco », il serait probablement le fils du premier tout en étant également duumvir. Cette famille est l'une des plus riches de Celsa ayant probablement fait fortune dans le commerce du vin et des céréales, permettant à un des descendants d'accéder au rang de sénateurs et d'être trois fois consul.
Le promoteur, probablement le preaefectus de Celsa, fait partie de la tribu Sergia, très présente dans la colonie romaine de Celsa. À son arrivée dans la capitale provinciale, il effectue un acte d'évergétisme en finançant la construction de cet arc afin d'accroître son influence et immortalisé son nom dans l'inscription. L'évergétisme comprend peut être également la rénovation de la  Via Augusta à cet endroit.
Les études les plus récentes estiment la construction de l'arc date probablement lors de la première décade du Ier siècle à la fin du principat d'Auguste ou peu après la mort de ce dernier lors de la deuxième décade à l'époque de Tibère.

### Moyen Âge
À l'origine le monument était surmonté par un groupe sculpté en bronze avec la figure d'Auguste au milieu, car l'arc a été construit en l'honneur de l'empereur. C'est pour cela qu'à l'origine on l'appelait Arc d'Auguste et que ce n'est qu'au XIe siècle qu'il est connu sous le nom d'arc de Berà, car il reprend le nom de la localité voisine dans lequel le château de Berà fut construit, château qui aurait appartenu à la famille des Berà, premiers comtes de Barcelone au IXe siècle (il pourrait aussi s'agir d'une autre personne portant le même nom, très présent à l'époque du Haut Moyen Âge).

### Époque moderne
Au XVIIe siècle, concernant la partie supérieure le tiers méridional semble complétement détruit. Sur le côté opposé de l'entablement, des éléments de la corniche et de la frise sont manquants. Un des blocs de l'architrave est déplacé vers l'extérieur.
Au début du XVIIIe siècle, le monument sert de carrière pour les maisons des pêcheurs locaux. À la fin de ce même siècle, l'arc est restauré une première fois en 1788 pour consolider le pilier sud orienté face à la mer.

### Époque contemporaine
Une seconde restauration débute en 1840 après la première guerre carliste sous la direction du commandant général de la province Juan Van Halen. La corniche est fixée et une inscription est placée en marbre sur la façade orientale rendant hommage à Isabelle II et au général Baldomero Espartero, puis est enlevée en 1845, : 

« En el reinado de Isabel II y la Regencia de su augusta madre Da Maria Cristina, en celebridad de la pacificación de España, debido al triunfo de los dos ejércitos reunidos, bajo el mando de Baldomero Espartero, Duque de la Victoria, fué restaurado este monumento por disposición expresa de Don Juan Vanhalen, Comandante General de la « Algunes notes historiques sobre I'Arc de Elera » 173 provincia de Tarragona, y a expensas del Ayuntamiento constitucional de Vendrell en agosto de 1840. »

À la fin du XIXe siècle, de petites parties de l'arc sont réutilisées pour créer des tombes.
Après le soulèvement militaire du 1er juillet 1936, des miliciens originaires de El Vendrell décident de couper la circulation sur l'axe routier qui passe sous l'arc et qui relie Barcelone à Tarragone. Les miliciens placent une charge explosive à l'intérieur du pilier sud, puis utilisent alors les pierres de l'arc pour barrer cette route très empruntée,. Au siècle précédent cet évènement, ni les troupes napoléoniennes lors de l'occupation française de l'Espagne, ni les troupes carlistes lors des trois guerres carlistes n'ont détérioré le monument. L'arc est restauré dans les mois qui suivent par le service des monuments de la Généralité de Catalogne tout en créant un contournement routier à l'occasion afin d'éviter l'arc,.
Une nouvelle campagne de restauration est organisée entre 1994 et 1998, ce qui permet de lui rendre son aspect de 1840.

## Historiographie et numismatique

### Antiquité

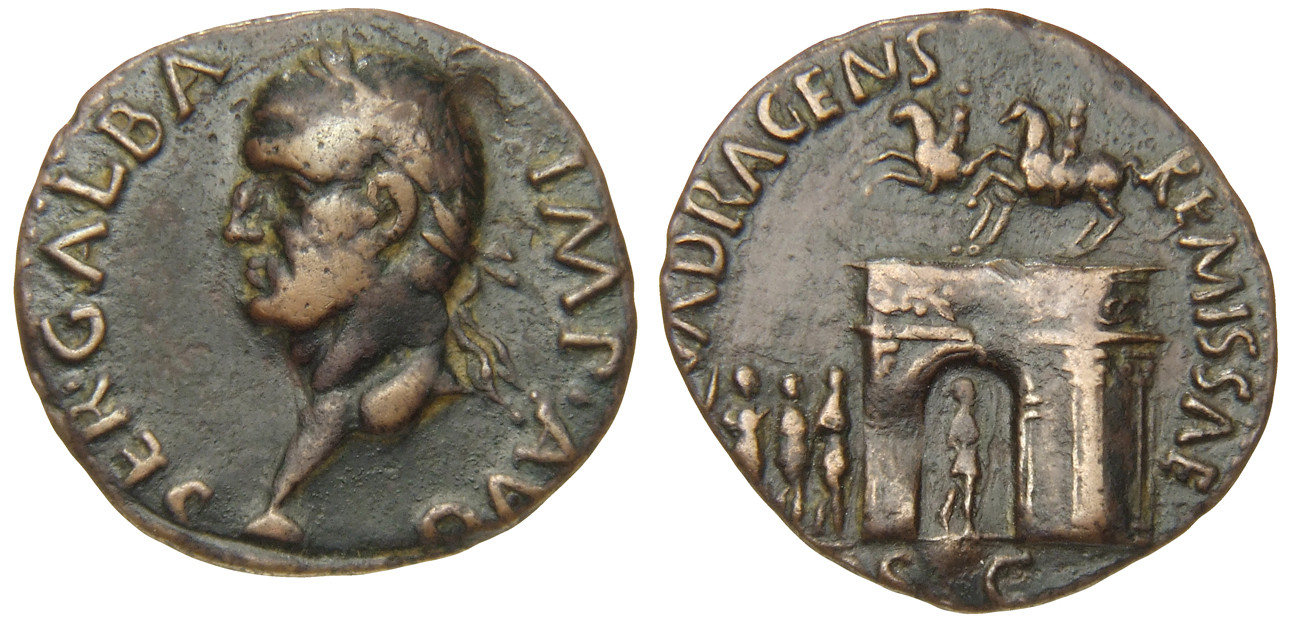
As frappé sous le règne de Galba montrant un arc, peut-être celui de Berà.

Antonio García y Bellido, archéologue et historien de l'art espagnol du XXe siècle et Noelia Vicent estiment que trois as frappés à Tarraco avec un arc au revers montrent celui de Berà. En effet, sur ces pièces de monnaie réalisées sous le règne de Galba apparait un arc à travée unique, un attique couronné par une sculpture équestre ainsi que la présence de lésènes qui sont rares pour ce type de monument. Sur les monnaies, deux prisonniers les mains attachés dans le dos sont escortés par un légionnaire romain avec les inscriptions « QVADRAG[ENS REMISSAE] S.C. » et « GALBA. IMP. CAESAR AVG. P. M. TR. P ». Par ailleurs, Galba avant d'être empereur a été gouverneur de la province romaine d'Hispanie citérieure où se trouve Tarraco pendant huit années. Ce dernier faisant preuve d'une dévotion importante à l'égard d'Auguste dont il est également le membre par adoption.

### XVe–XVIIesiècle
La première mention de l'arc est faite par Francesc Vicenç, un humaniste espagnol de la fin du XVe ou du début du XVIe siècle dans son œuvre Llibre en llaor de Tarragona. Cet ouvrage est perdu mais nous le connaissons par l'intermédiaire de Lluis Pons d'Icart qui évoque les travaux de Francesc Vicenç dans son Epigrammata antiquae urbis Tarraconensis ou dans le chapitre 4 de son Llibre de las grandesas.
L'écrivain italien du XVIe siècle, Mariangelo Accursio, décrit dans une brève description l'arc et donne une transcription de son inscription lors de son voyage en 1525 entre Onolzheim et Tolède. Il se trouve près de l'arc le 30 ou 31 octobre de cette année. C'est la description la plus ancienne qui nous est parvenue.
Pere Antoni Beuter, historien espagnol du XVIe siècle, insère l'arc de Berà dans un discours historique publié en 1546 Primera part de la història de València. Pere Antoni Beuter situe la construction avant la fin du IIIe siècle av. J.-C. lors de la défaite et de l'exécution de Mandonius en 205 av. J.-C., soit un peu plus de deux siècles avant la véritable construction de l'arc. Il ne fait que reprendre les arguments de la publication Histories e conquestas de Cathalunya du Pere Tomic, œuvre déjà critiquée par un de ses contemporains le Pere Miquel Carbonell. Son œuvre possède une gravure réduite de l'arc, elle ne se veut pas réaliste mais doit donner aux lecteurs une représentation idéale d'un arc de l'époque romaine. C'est probablement la raison pour laquelle, la gravure employée est la même que celle de l'arc romain de Cabanes et lui ressemble dans la réalité.
Joan de Sessé, chanoine de la cathédrale de Tarragone entre 1513 et 1546 évoque l'arc dans le chapitre 21 du Llibre de las grandesas de Tarragona.
Lluís Pons d'Icart, humaniste espagnol du XVIe siècle est un spécialiste des antiquités romaines en Tarraconaise. Il rédige des oeuvres en lien avec l'archéologie et l'histoire romaine à partir de 1545 comme un recueil d'inscriptions titré Epigrammata antiquae urbis Tarraconensis et un livre dénommé Noms, prenioms i cognoms dels magistrats romans. Un de ses ouvrages, dont la version espagnole est plus complète que la version catalane, Libro de las grandesas y cosas mémorables de la metropolitana, insigne y famosa ciudad de Tarragona, publié à Lleida en 1572, le chapitre XLVII traite de l'arc. Lluís Pons d'Icart situe la construction de l'arc à la même période que Pere Antoni Beuter et Joan de Sessé lors de la révolte des Ilergetes en 205 av. J.-C.. Globalement, il donne peu d'information sur le monument. Un autre ouvrage de Pons d'Icart intitulé Epigrammata antiquae Urbis Tarraconensis donne des informations sur l'inscription latine. Son petit-fils Fabrici Pons de Castelleví, corrige une partie de son ouvrage.
Un contemporain admiré par Pons d'Icart, l'archevêque de Tarragone Antonio Agustín, dans son ouvrage Dialogos de las medallas, inscripciones y otras antiguidades en 1575 évite volontairement de mentionner son travail. Une réédition de la première édition de 1609 de l’œuvre d'Antonio Agustín en 1625 contient une représentation de l'arc sous forme de gravure même si cete dernière est à titre posthume,,.
Anton van den Wyngaerde, dessinateur flamand du XVIe siècle, effectue un voyage de Madrid à Barcelone, ce qui lui permet de réaliser plusieurs dessins de la ville de Tarragone dont un de l'arc. Son dessin de la façade occidentale de trois quarts, conservé à Oxford en Angleterre, très précis nous permet de connaître l'état de conservation de l'arc de la fin du XVIe siècle.
Jeroni Pujades, historien espagnol de la seconde moitié du XVIe et de la première moitié du XVIIe siècle reproduit et cite l’œuvre de Pere Antoni Beuter. Dans son ouvrage Coronica Universal del Principat de Cathalunya en trois tomes, il réalise une gravure qui reprend les principales caractéristiques de la xylographie de Pere Antoni Beuter.
| |
| Xylographie réalisée en 1546 par Pere Antoni Beuter mélangeant l'arc romain de Cabanes et celui de Berà. |

|                                                                                              |
| Dessin réalisé par Anton van den Wyngaerde en 1563 où l'on voit l'arc de Berà sur la gauche. |

|                                            |
| Gravure de Jeroni Pujades publiée en 1609. |

|                                            |
| Gravure d'Antonio Agustín publiée en 1625. |

|                                            |
| Gravure d'Antonio Agustín publiée en 1650. |

### XVIIIeetXIXesiècles
Josep Finestres, historien, érudit espagnol et professeur à l'université de Cervera au XVIIIe siècle, réalise un nouveau dessin de l'arc au début de ce siècle en s'inspirant du dessin de Jeroni Pujades réalisé en 1609. Ce dessin a pour objectif de documenter les vestiges du monument, mais il est aujourd'hui disparu. Il rédige une oeuvre écrite en 1762 Sylloge Inscriptionum Romanarum quae in principatu Catalauniae vel exstant vel aliquando exstiterunt qui évoque de l'épigraphie latine en Catalogne. Il semble prendre son inspiration chez Christof Adam Rupertus mais sans que l'on puisse identifier l'ouvrage précisément.
Gregorio Mayans, linguiste et écrivain espagnol du même siècle, cite dans son oeuvre ses prédécesseurs André Schott, Antonio Agustín et Jeroni Pujades, mais en faisant quelques erreurs de transcription. Il appuie son travail sur les dessins envoyés par un contemporain Josep Finestres.
Toujours au XVIIIe siècle, l'arc est mentionné en 1768 dans un ouvrage écrit en catalan intitulé Llibre de Ordes del Ajuntament de la Vila de Vendrell. L'année suivante, le religieux et historien Enrique Flórez rédige le tome XXIV de sa España sagrada dénommé Parte Segunda. Antigüedades Tarraconenses où il oublie d'évoquer une partie de la frise. Puis, Henry Swinburne, écrivain et voyageur anglais du XVIIIe siècle av. J.-C. publie un dessin réalisé en 1779 de l'arc de Berà où l'attique est visible dans son Travels through Spain in the years 1775 and 1776 en 1779,,. Joseph Prat en 1780 et Joan Antoni Rovira en 1788 évoquent l'arc dans des rapports d'architecte.
Jacob Hübner, entomologiste bavarois de la fin du XVIIIe et du début du XIXe siècle, réalise une transcription de l'inscription présente sur la frise.
En 1806, une gravure de l'archéologue français Alexandre de Laborde montre l'également l'attique du monument,,. En 1824, le lithographe anglais Charles Joseph Hullmandel réalisée une lithographie inspirée d'une peinture d'Edward Hawke Locker datant de 1824. Toujours au XIXe siècle, l'historien catalan Jaume Ramon i Vidales évoque l'arc comme « un des principaux monument de la comarque » dans son ouvrage Vendrell Historie. D'autres représentations sont créées en 1832, 1839, 1844 et 1849.
William A. Tell Lafont mentionne également ce monument dans son poème écrit en 1887. L’œuvre de Mariangelo Accursio XVIe siècle) est citée dans une étude datée de la seconde moitié du XIXe siècle consacrée à l'arc de Berà.
|                              |
| Dessin de Josep Boy en 1713. |

|                                   |
| Gravure d'Enrique Flórez en 1769. |

|                                  |
| Œuvre d'Henry Swinburne en 1779. |

|                                                                                              |
| Republication en 1829 de la gravure de Jeroni Pujades dont la première édition date de 1609. |

|                                |
| Illustration réalisée en 1852. |

|                                                     |
| Photographie de Juan Laurent prise entre 1866-1867. |

### AuXXesiècle
Antoni Rovira, linguiste catalan de la première moitié du siècle, met en évidence les dimensions de l'arc dans son Historia de Catalunya.
Xavier Dupré i Raventós, archéologue et historien espagnol, évoque les origines de la famille de Lucius Licinius Sura. Ronald Syme, historien britannique, et Patrick Le Roux, historien français, font de même. Il réalise également une étude métrologique et du décor architectural du monument. Son travail permet d'établir une nouvelle chronologie au monument et de l'avancer de presque un siècle.
|                                                           |
| Photographie de Rafael Degollada i Castanys en juin 1912. |

|                                                 |
| Photographie de Josep Salvany i Blanch en 1912. |

|                                                 |
| Photographie de Josep Salvany i Blanch en 1918. |

| |
| Photographie de Marcel·lí Gausachs i Gausachs en 1928 avant la guerre d'Espagne qui débute en 1936. |

## Description

### Dédicace à Auguste

L'image (a) représente un mur en opus quadratum en style grec isodome (podium et entablement).

L'arc est de forme rectangulaire avec une seule ouverture.
Les historiens datent sa construction à l'époque de l'empereur Auguste, au Ier siècle av. J.-C.. La majorité des arcs construit à cette époque dans l'Empire romain sont dédiés à Auguste.
L'arc a une fonction honorifique et est sans aucun doute dédié au premier empereur romain ou à des vertus romaines qui le concerne : virtus, clementia, iustitia et pietas.

### Généralités
Il est construit en opus quadratum avec des pierres de taille en grès locales de calcaire appelées « Mèdol » que ce soit pour les fondations, l'extérieur ou l'intérieur. Les pierres en calcaire jaunâtre proviennent de la carrière d'Elies, à deux kilomètres, de la localité de Roda de Barà. Le socle du podium est lui constitué de calcaire grisâtre. Des calculs ont permis d'établir le coût de 1 m3 de pierre locale à une sesterce en étudiant le coût de construction à la même époque du forum de Segóbriga. Le poids de cette pierre est d'environ 2,75 T pour 1 m3. Selon Javier Á. Domingo, le coût final du monument avec l'attique est d'environ 40 000 sesterces dont seulement 20 000 payés par le promoteur grâce à l'utilisation de pierres locales et de la main d’œuvre appartenant au promoteur. Il faut y ajouter environ 10 000 pour la frise réalisée par des artistes spécialisés. Ce prix correspond à celui d'autres arcs du secteur occidental de l'Empire romain (Capsa vers 119/138; Celtianis, Cuicul en 160, Madauros, Musti en 239).
La longueur de l'arc est de 40 pieds (soit 11,84 m) répartis en cinq modules de 12,5 pieds ou de 3,7 m pour chaque pilier et six modules de 15 pieds ou 4,44 m pour l'arc. Sa largeur comprend cinq modules. Le monument mesure 12,28 mètres de hauteur pour une épaisseur de 2,34 mètres d'épaisseur. L'arc proprement dit mesure 4,87 mètres de largeur et 10,87 mètres de haut.
Sa décoration est très sobre, à l'inverse des arcs romains de la province voisine de Gaule Narbonnaise. Les arcs de triomphe localisés dans la vallée du Rhône à Carpentras, à Glanum et à Orange contiennent une abondante décoration végétale.
|                                |
| Arc de triomphe de Carpentras. |

|                            |
| Arc de triomphe de Glanum. |

|                           |
| Arc de triomphe d'Orange. |

Xavier Dupré i Raventós estime que l'arc à l'origine est recouvert par une couche de stuc. Des rainures sont présentes, probablement pour augmenter l'effet « clair-obscur », à l'image de ce qui a été fait au temple de Vernègues, aux théâtres de Lyon et de Tarragone.
|                             |
| Temple romain de Vernègues. |

|                  |
| Théâtre de Lyon. |

|                       |
| Théâtre de Tarragone. |

### Éléments architecturaux

Lésènes et podium sur la façade orientale de l'arc.

Les pierres de taille du socle du podium reposent sur un socle bas avec deux assises en pierre comprises entre 60 cm et 70 cm, ce qui correspond à quarante pierres. Ce socle est attique, style introduit à l'époque de l'empereur Auguste et qui se répand au nord de la péninsule ibérique au début de la période julio-claudienne. Le podium est composé de pierres irrégulières même si chacune d'elles sont délimitées par une anathyrose. La partie centrale du podium comprend deux rangées de pierres de taille, où chaque rangée fait 60 cm surmontée par une moulure quadrangulaire. Le corps du podium est plus étroit que le socle. Le podium est construit en appareil isodome d'inspiration grecque où les joints entre les pierres de taille sont parfaitement symétriques.
Le corps central, composé de douze rangées de pierres de taille, est construit en appareil isodome d'inspiration étrusque. Sa principale caractéristique concerne les joints entre les pierres de taille qui ne sont pas symétriques en raison des différentes longueurs des blocs. Le corps central est dominé par l'arc, souligné par une archivolte moulurée.
Les deux corps soutiennent un entablement formé par une architrave lisse décorée ne moulure en forme de talon, une frise lisse qui comprend l'inscription commémorative et une corniche. Cette corniche semblable à celle du temple romain de Vic, est de type ionique, sans encorbellements mais ornée de denticules dont trois blocs sont conservés puis réintégrés à l'arc lors de la dernière restauration effectuée. L'entablement est également en appareil isodome d'inspiration grecque. L'existence d'un attique est sujet à débat. Son existence apporterait une stabilité plus importante à l'édifice et une projection réduite des corniches vers l'extérieur. Un dessin de Henry Swinburne en 1779, une gravure d'Alexandre de Laborde en 1806 et une lithographie de Charles Joseph Hullmandel issue d'une peinture de Edward Hawke Locker datant de 1824, ainsi que d'autres représentations réalisées en 1832, 1839, 1844 et 1849 semblent corroborer cette hypothèse.
De chaque côté de l'arc, une paire de lésènes existent. Douze fronts de lésènes d'une hauteur de 7,33 m sont répertoriés. La base d'une hauteur de 1 pied (soit 29,6 cm) est de style attique et d'inspiration italique. Ces lésènes doivent à l'origine soutenir un groupe sculpté en bronze avec Auguste au centre.
L'imposte et l'architrave sont peu décorés.
Au-dessus de l'arc, des hypothèses suggèrent la présence d'une sculpture équestre comme pourrait le suggérer des as frappés à Tarraco ou d'un groupe de personnes composé d'Auguste et de quelques membres de sa famille.
|             |
| Nord-ouest. |

|       |
| Nord. |

|      |
| Sud. |

#### Chapiteaux

Époques de construction ou de rénovation des huit chapiteaux de l'arc.

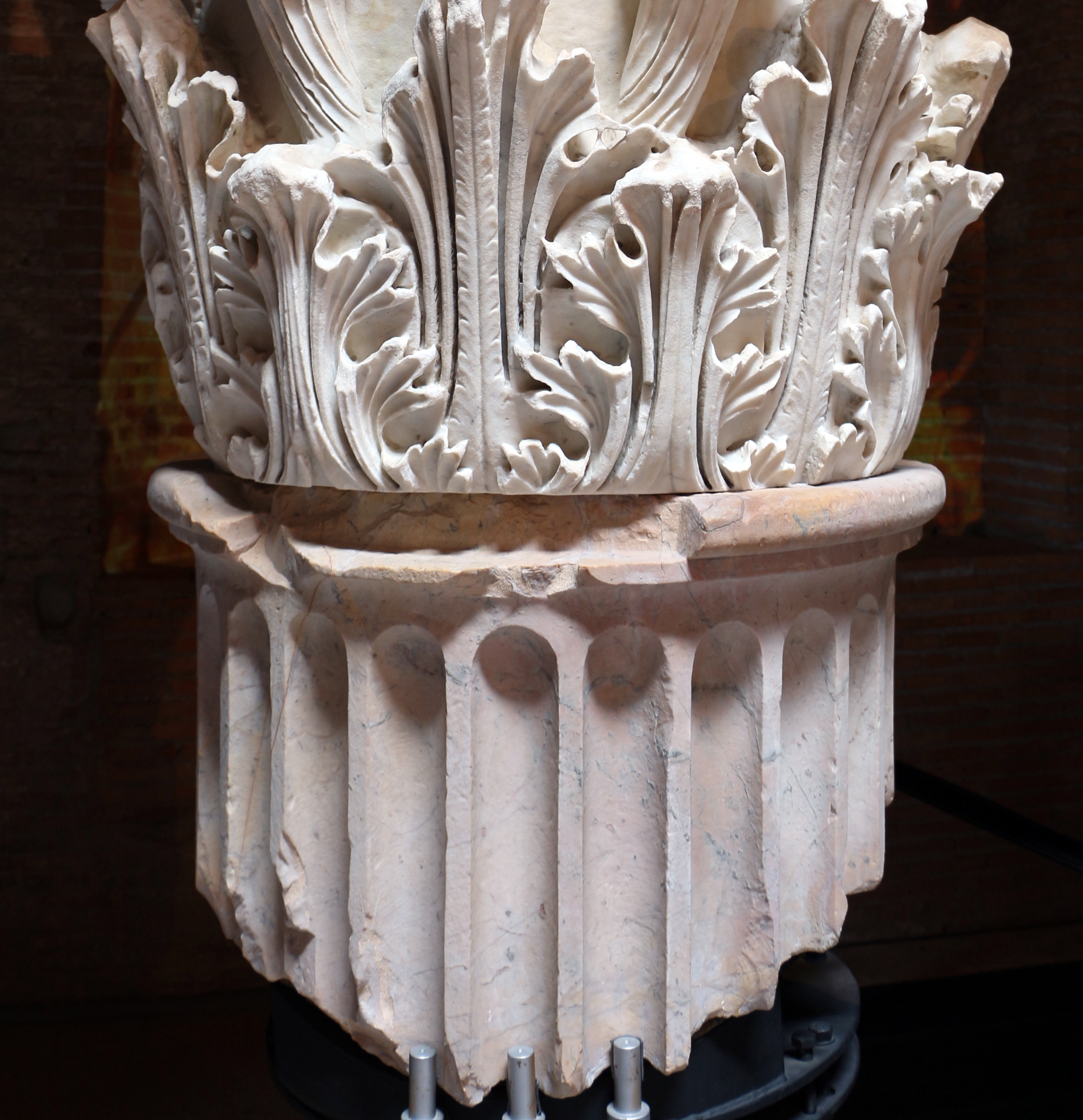
Chapiteau issu du forum d'Auguste à Rome de style corinthien comme l'arc de Berà.

L'arc est encadré par deux scènes, à l'intérieur, et deux lésènes d'angle aux extrémités des façades principales du bâtiment. Ces lésènes, à bases attiques, décorés avec de huit pilastres et surmontés par des chapiteaux corinthiens, reposent sur une moulure courante qui fait office de socle. Ces chapiteaux font 81,4 cm de hauteur et sont taillés dans trois pierres de taille différentes. La partie inférieure est composée de deux blocs adjacents et la supérieure d'un seul bloc. Ils ont probablement été faits directement sur le site.
Le style architectural date de l'époque du second Triumvirat, c'est-à-dire aux premières normes du chapiteau corinthien à l'époque d'Auguste. Le courant corientien pour les chapiteaux est issu du forum d'Auguste à Rome inauguré en 2 av. J.-C., style qui s'est propagé dans le nord-est de cette province hispanique pendant les quarante années de travaux du forum. Des édifices proches de l'arc de la même époque comme le théâtre de Tarraco ou à Barcino ont également des chapiteaux de style corintien. L'arrivée de ce style en Tarraconaise est probablement dû à l'installation d'un atelier italien dans la capitale provinciale Tarraco, atelier chargé de la décoration en marbre de Carrare du temple d'Auguste à Barcino. Ce nouveau style architectural est caractérisé par des feuilles d'acanthe représentées sous forme schématique, des folioles liées par un contact symétrique et l'existence d'une fleur dans les écoinçons. À la différence cependant pour cet arc concernant les folioles qui sont liées par un contact asymétrique pour rendre un aspect plus naturel et une concavité plus prononcée à l'intérieur des lobes.
Seulement trois chapiteaux sont encore entiers. Un chapiteau date de la première restauration au XIXe siècle, trois chapiteaux de celle de la fin du XIXe siècle et quatre de l'époque romaine.
Les quatre chapiteaux de l'époque romaine sont en grès provenant des environs de Roda de Berà, mais abîmés en raison de leur exposition orienté vers le front de mer. Ils sont chacun composés de trois parties : une partie supérieure avec une sculpture et deux parties inférieures où apparaissent deux couronnes de feuilles d'acanthe.
Les trois chapiteaux réalisés à la fin du XVIIIe siècle sont une parfaite réplique de ceux de l'époque romaine avec l'utilisation du même type de grès et traitées à l'acide pour leur donner un aspect ancien. Leur seule différence tient en leur création dans un seul bloc de pierre. Ces répliques conçues pour le pilier sud (à l'exception de la façade sud-ouest) sont réalisées par le sculpteur Vicenç Roig.
Le seul chapiteau construit au XIXe siècle est celui situé à la façade nord-est du pilier nord de la façade nord-est. Il s'agit d'une copie très schématique des chapiteaux du Ier siècle av. J.-C., car les décors présentent de petites variantes et l'ensemble manque de relief.

#### Avant leXXesiècle
Au XVIe siècle, Anton van den Wyngaerde reproduit la mention suivante sur un dessin. Le dessinateur choisit d'écrire l'inscription sur deux lignes en raison de la ligne de fracture qui semble présente sur le monument. C'est un choix esthétique et non épigraphique.

« EX TESTAMENTO LVCII
LV...LVCVLLI »

Toujours au XVIe siècle, Jeroni Pujades reproduit partiellement les deux côtés de l'inscription qui sont érodés à l'époque.

« EX.TESTAMENTO.:.:.L.I.:.:SER.:.:. SVRAE.CON.:.TVM »

En 1762, Gregorio Mayans mentionne que la frise se situe sur la façade orientale du monument et qu'à l'opposé la façade occidentale ne contient aucune inscription. La même année, Josep Finestres publie une nouvelle transcription.

« EX TESTAMENTO. LI... SER... SVRAE. CON... TVM »

Aux XVIIIe et XIXe siècles, Jakob Hübner est le premier à réaliser une transcription de l'inscription présente sur la frise :

« EX TESTAMENTO L LVMEN SVRA COR »

#### À partir duXXesiècle
Sur la frise subsistent les restes d'une inscription dédicatoire dans l'architrave où il est fait référence à Lucius Licinius Sura, un haut dignitaire, qui va prendre en charge les dépenses des travaux de restauration qui vont être effectués sur le monument selon ses dispositions testamentaires. L'inscription conservée dit :

« Ex testamento L(uci) Licini L(uci) f(ilii) Serg(ia tribu) Surae consa[...] »CIL II, 4282,

La phrase traduite en français donne « Consacrée (ou érigée) selon la volonté de Lucius Licinus Sura, fils de Lucius, de la tribu Sergia ».
Le mot consa[—-], peut être interprété comme consa[crauit] ou cons[crauerunt], ce qui implique une divinité. Géza Alföldy y voit la lecture possible de consa[nguinei fecerunt].

## Main d'oeuvre
La main d’œuvre représente environ entre 40 pourcentage et 55 pourcentage du budget total de l'édifice si l'on se base sur l'édit du Maximum rédigé par l'empereur Dioclétien, trois siècles plus tard, en 301. Selon cet édit, quotidiennement un maçon reçoit cinquante deniers et une ration de nourriture, un marbrier reçoit soixante deniers et une ration de nourriture et un fresquiste reçoit soixnate-quinze deniers et une ration de nourriture. Javier Á. Domingo en tenant du compte de la vie provinciale moins chère qu'à Rome et du prix militaire des céréales donnent les estimations suivantes pour le Ier siècle : un ouvrier qualifié devait gagner 2 sesterces par jour et un ouvrir non-qualifié un sesterce et demi par jour.
Des variations sur le salaire de la main d'oeuvre existent en raison de l'appel à tel ou tel atelier plus ou moins prestigieux ou qualifiés pour la décoration du monument. Pour cet arc, l'atelier auprès duquel la commande est passée est local, utilisant un style plus « plastique » et n'utilisant pas encore pleinement les canons standards du chapiteau corinthien romain (à l'inverse à cette époque des prestigieux ateliers en Italie romaine). Il est également probable qu'une partie de la main d'oeuvre pour les tâches subalternes proviennent du promoteur de l'arc : extraction des pierres, transport de la carrière vers le site de construction et assemblage du monument.
L'extraction de 1 m3 de grès nécessite quatre jours de travail et la taille des pierres extraites dans les dimensions souhaitées demandent environ 116 heures pour traiter le 1 m3. Pour G. Pegoretti lors de la création des blocs décoratifs comme des lésènes de 1 m2, il faut compter cinq à six heures pour du calcaire et onze heures pour du grès. La création des socles et des moulures en grès (architrave, frise, archivolte et corniches), il faut compter onze heures de travail pour 1 m2.
Le transport s'est effectué par voie terrestre, la carrière n'étant située qu'à 2 km du site du monument. Les animaux de traits utilisés ainsi que les ouvriers devaient appartenir au promoteur de l'arc pour réduire les coûts de construction. Le coût du transport est évalué par Javier Á. Domingo à environ 2 500 sesterces.
Selon Javier Á. Domingo, la finition des éléments décoratifs est longue : 348 heures pour un chapiteau en grès de 81,4 m de hauteur, plus de 18 heures pour 1 m2 de lésène, 107 heures pour les moulures et plus de 237 heures pour les corniches. Toujours selon Javier Á. Domingo, la réalisation de chaque lettre de la frise a dû nécessiter deux heures de travail pour un coût évalué à 10 000 sesterces.

## Annexe

#### Ouvrage
- (ca) Xavier Dupré i Raventós, L'arc romà de Berà (Hispania Citerior), Tarragone, Institut d'estudis catalans, 1994, 321 p. (ISBN 84-7283-274-0). .

#### Articles
- (es) Javier Á. Domingo, « El Arco de Berà (Roda de Berà, Tarragona): la decoración arquitectónica y el coste económico de su construcción », Anas, vol. 33,‎ 2020, p. 21-51 (ISSN 1130-1929). .
- (ca) Xavier Dupré i Raventós, « Els capitells corintis de l'Arc de Berà (Roda de Berà, Tarragonès) », Revista de món clàssic i antiguitat tardana, nos 45-46,‎ 1983, p. 308-315 (ISSN 2385-3352). .
- (ca) Jaume Ruart i Güixens, « Algunes notes històriques sobre l'Arc de Berà », Miscel·lània penedesenca, vol. 17,‎ 1993, p. 163-174 (ISSN 2385-3409). .
- (es) Isabel Rodà de Llanza, « La promoción de las elites del Conventus Tarraconensis », Pluralidad e integración en el mundo romano, Barañáin,‎ 2010. .
- (ca) « L'Arc de Berà. Patrimoni de Catalunya-30 », Espais: revista del Departament de Política Territorial i Obres Públiques, no 15,‎ 1989 (ISSN 2385-3530). .

#### Chapitre
- (es) Géza Alföldy, « El arco romano sobre la Vía Augusta junto a Tarraco (Arco de Bará) y su inscripción », dans D. Gorostidi, Géza Alföldy. Estudios Tarraconenses, Tarragone, 1996, p. 228-241.